# Projektor gwiazdowy

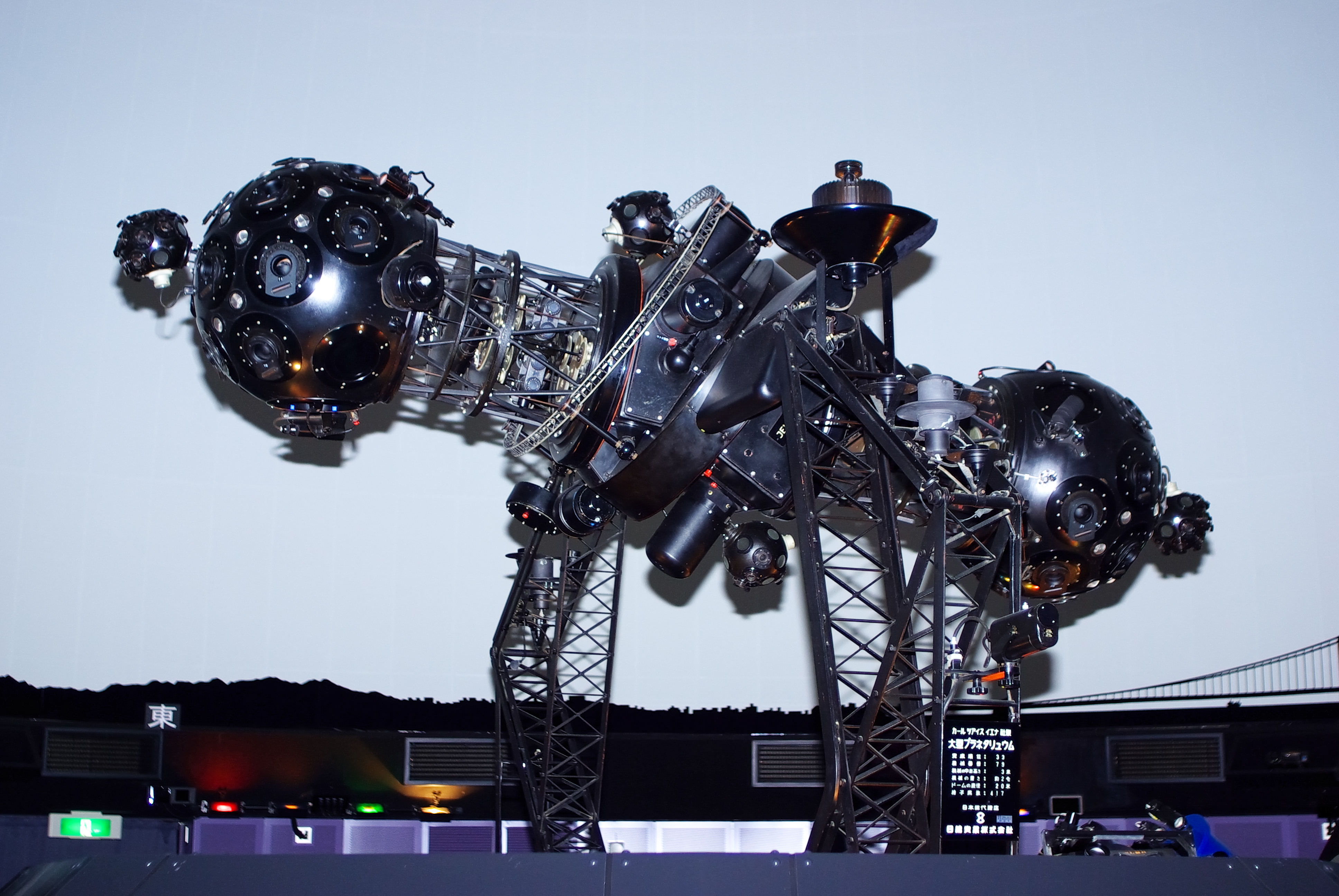
Wyprodukowany w 1960 roku projektor Universal23/3 firmy Carl Zeiss w Muzeum Astronomicznym w Akashi

Projektor gwiazdowy, projektor planetaryjny – urządzenie służące do pokazu ciał niebieskich i ich ruchu na kopule planetarium. Projektor także bywa nazywany planetarium. Mniejsze projektory służą do wyświetlania na kopule ruchów gwiazd, Słońca, Księżyca, planet i różnych mgławic. Większe projektory mogą pokazywać ruchy większych ilości gwiazd i komet. Pierwotnie do pracy na sufitach planetariów wykorzystywano ekran OMNIMAX MOVIE (znany także jako IMAX DOME).
Czasami w planetarium dodaje się dodatkowe projektory, które służą do realizacji innych celów w planetarium. Niektóre projektory są stosowane, aby można było zobaczyć wokół ekranu planetarium zachód słońca, a także Drogę Mleczną. Inne się stosuje do takich celów jak: prezentacja szerokości geograficznej, gwiazdozbiorów, slajdów fotograficznych, prezentacji laserowych (ten cel znalazł projektor w Budapesti Planetárium do pokazywania muzycznych prezentacji laserowych w Lasertheater) i innych obrazów.

## Projektory Carl Zeiss Jena
Pierwsze modele projektorów do użytku w planetarium zostały wyprodukowane w latach 1923–1925 przez przedsiębiorstwo Carl Zeiss Jena w Republice Weimarskiej według projektów Walthera Bauersfelda.

## Technika działania

### Projektor Carl Zeiss Jena
Obecnie projektor firmy Carl Zeiss Jena może w planetarium wyświetlić prawie 4500 gwiazd na jednej półkuli. Gwiazdy zostają „stworzone” przez małe otwory w projektorze, wybite na folii miedzianej na kopule planetarium; posiadają średnice od 0,023 do 0,452 mm, większe otwory projektora dają więcej światła i pozwalają stworzyć jaśniejszy obraz gwiazdy. Pomiędzy folią na kopule znajdują się dwie szklane płyty, które odbijają światło z projektora i w ten sposób dają obraz gwiazd. Każda część półkuli ziemskiej na suficie zostaje oświetlona za pomocą lamp błyskowych o mocy 1500 watów, które znajdują się w centrum projektora. Drogę Mleczną wyświetlają bębnowe projektory, które posiadają niewielkie otwory utworzone na podstawie fotografii Drogi Mlecznej.

### Inne projektory
Obecnie inne projektory mogą prezentować zmiany oświetlenia gwiazd zmiennych, jak Algol czy Omikron Ceti i wytwarzać obrazy gwiazdozbiorów, ruchy konkretnych historycznych komet z określonych kierunków i inne zjawiska astronomiczne.

## Ostatnie zmiany w technologii projektorów
W ostatnich czasach planetaria (czy kina w planetariach) rozszerzają swoją ofertę do wyświetlania u siebie pełnych obrazów wideo i prezentacji laserowych. Projektory najnowszej generacji (takie jak: Digistar 3 firmy Evans & Sutherland, Fidelity firmy Global Immersion czy Digital Sky firmy Skan Sky) oferują w pełni cyfrowy system projekcyjny, w którym jeden duży projektor z systemem rybie oko, system cyfrowego wideo czy projektory laserowego wideo wokół krawędzi kopuły są wykorzystywane do tworzenia każdej sceny, przekazywanej z komputera. Dzięki temu operator posiada ogromną elastyczność w pokazywaniu nie tylko nowoczesnego obrazu nocnego nieba widzianego z Ziemi, ale innego, dowolnego obrazu.